# Гай Пе...
Гай Пе... (на латински: Gaius Pe...) e политик и сенатор на Римската империя през 3 век.
През 248/249 г. той е управител на провинция Долна Мизия.